# 공백 문자
공백문자(空白文字) 또는 스페이스(영어: Space)에 대해 설명한다.

## 컴퓨터에서의 이용
문서 편집기, 워드 프로세서, 탁상출판 소프트웨어는 공백 문자를 화면에 어떻게 표현하느냐에 따라, 또 자동 줄 바꿈을 어떻게 하느냐에 따라 다르게 보일 수 있다.
전각 문자의 공백(　)과, 반각 문자에서는 반각의 공백( )이 있는데, 일본, 중국에서는 전각의 공백을 사용하며, 대부분의 영미권 국가 및 한국에서는 반각의 공백을 사용한다.
프로그래밍 언어 구문에서 띄어쓰기는 낱말 덩어리를 쉽게 구분하는 데 쓰인다. 일반적으로 파이썬, 하스켈, occam, ABC를 제외한 컴퓨터 프로그래밍에서는 이러한 띄어쓰기로 된 공백 자체를 무시한다. 단, 전각 공백 문자의 경우 띄어쓰기가 아닌 문자로 인식되어 에러를 유발시키는 경우가 있다.
| 기호 | 유니코드 | JIS X 0213 | 문자 참조                 | 명칭                                             |
| ---- | -------- | ---------- | ------------------------- | ------------------------------------------------ |
|      | U+0020   | -          | &#x20; &#32;              | 빈칸 SPACE                                       |
|      | U+00A0   | 1-9-2      | &nbsp; &#xA0; &#160;      | 줄 바꿈 없는 공백 NO-BREAK SPACE                 |
|      | U+2002   | -          | &ensp; &#x2002; &#8194;   | EN SPACE                                         |
|      | U+2003   | -          | &emsp; &#x2003; &#8195;   | EM SPACE                                         |
|      | U+2004   | -          | &#x2004; &#8196;          | THREE-PER-EM SPACE                               |
|      | U+2005   | -          | &#x2005; &#8197;          | FOUR-PER-EM SPACE                                |
|      | U+2006   | -          | &#x2006; &#8198;          | SIX-PER-EM SPACE                                 |
|      | U+2007   | -          | &#x2007; &#8199;          | FIGURE SPACE                                     |
|      | U+2008   | -          | &#x2008; &#8200;          | PUNCTUATION SPACE                                |
|      | U+2009   | -          | &thinsp; &#x2009; &#8201; | THIN SPACE                                       |
|      | U+200A   | -          | &#x200A; &#8202;          | HAIR SPACE                                       |
|      | U+200B   | -          | &#x200B; &#8203;          | 폭 없는 공백 ZERO WIDTH SPACE                    |
|      | U+3000   | 1-1-1      | &#x3000; &#12288;         | 와지 간격, 전각 공백 IDEOGRAPHIC SPACE           |
|      | U+FEFF   | -          | &#xFEFF; &#65279;         | 폭과 줄 바꿈 없는 공백 ZERO WIDTH NO-BREAK SPACE |
|      | U+0009   | -          | &#x9; &#9;                | 탭 문자 CHARACTER TABULATION                     |

## 같이 보기
- 엠 (타이포그래피)
- 전각 문자와 반각 문자
- 밑줄 문자